# Eurovision Young Musicians 2018
Het Eurovision Young Musicians 2018 was de negentiende editie van het Eurovision Young Musicians festival. Het festival vond plaats in augustus 2018. Het was voor de tweede maal in de geschiedenis dat het festival plaatsvindt in het Verenigd Koninkrijk. De eerste keer was in 1982.

## Format
Het format voor de 19de editie van het festival wijzigde lichtjes ten opzichte van de vorige twee edities. De opvallendste wijziging was de herintroductie van de halve finales.
Van de 18 landen konden enkel de 6 beste zich kwalificeren voor de finale. Hierdoor volgde de wedstrijd het format dat werd gebruikt in de periode 1986-2012.

## Deelnemende landen
Er deden in 2018 18 landen mee aan het festival. Dit is het hoogste aantal sinds 2006. De EBU wilde na het lage aantal deelnemers in 2016 (namelijk 11 landen), het deelnemersaantal terug verhogen. Dit lukte want Albanië nam voor het eerst deel en buiten gastland Verenigd Koninkrijk keerden nog zes andere landen terug op het festival. Enkel Oostenrijk, dat tot hiertoe aan elke editie had deelgenomen, verliet het festival.

## Jury

### Finale
Marin Alsop
 Anna Meredith
 James MacMillan
 David Watkin
 Andrew Moore

### Halve finale
Sinae Lee
 David Watkin
 Ursula Leveaux
 Noè Rodrigo Gisbert

## Overzicht

### Eerste halve finale
| Land                | Muzikant             | Instrument | Resultaat      |
| ------------------- | -------------------- | ---------- | -------------- |
| Griekenland         | Thanos Tzanetakis    | Gitaar     | uit            |
| Hongarije           | Máté Bencze          | Saxofoon   | gekwalificeerd |
| Israël              | Tamir Naaman-Pery    | Cello      | uit            |
| Malta               | Bernice Sammut       | Piano      | uit            |
| Polen               | Marta Chlebicka      | Dwarsfluit | uit            |
| San Marino          | Francesco Stefanelli | Cello      | uit            |
| Slovenië            | Nikola Pajanović     | Viool      | gekwalificeerd |
| Spanje              | Sara Valencia        | Viool      | uit            |
| Verenigd Koninkrijk | Maxim Calver         | Cello      | uit            |

### Tweede halve finale
| Land      | Muzikant                | Instrument | Resultaat      |
| --------- | ----------------------- | ---------- | -------------- |
| Albanië   | Klaudio Zoto            | Cello      | uit            |
| België    | Alexandra Cooreman      | Viool      | uit            |
| Duitsland | Mira Foron              | Viool      | gekwalificeerd |
| Estland   | Tanel-Eiko Novikov      | Percussie  | uit            |
| Kroatië   | Jan Tominić             | Saxofoon   | uit            |
| Noorwegen | Birgitta Elisa Oftestad | Cello      | gekwalificeerd |
| Rusland   | Ivan Bessonov           | Piano      | gekwalificeerd |
| Tsjechië  | Indi Stivín             | Contrabas  | gekwalificeerd |
| Zweden    | Johanna Ander Ljung     | Harp       | uit            |

### Finale
| Plaats | Land      | Muzikant                | Instrument |
| ------ | --------- | ----------------------- | ---------- |
| 1      | Rusland   | Ivan Bessonov           | Piano      |
| 2      | Slovenië  | Nikola Pajanović        | Viool      |
| -      | Duitsland | Mira Foron              | Viool      |
| -      | Hongarije | Máté Bencze             | Saxofoon   |
| -      | Noorwegen | Birgitta Elisa Oftestad | Cello      |
| -      | Tsjechië  | Indi Stivín             | Contrabas  |

## Wijzigingen

Deelnemende landen
Landen die zich niet voor de finale kwalificeerden
Landen die in het verleden deelgenomen hebben, maar dit jaar afwezig zijn

### Debuterende landen
- Albanië

### Terugkerende landen
- België: België keerde terug na een afwezigheid van 12 jaar.
- Estland: De laatste keer dat Estland deelnam was in 2004.
- Griekenland: Na een eenmalige afwezigheid in 2016, besliste de Griekse omroep om in 2018 weer deel te nemen.
- Israël: Na een lange afwezigheid van 32 jaar, keerde Israël terug.
- Rusland: Rusland nam voor de laatste keer deel in 2010.
- Spanje: Op 22 januari 2018 maakte de TVE bekend te zullen terugkeren op het muziekfestival. De laatste keer dat het land deelnam was in 2002.
- Verenigd Koninkrijk: Op 22 oktober 2017 werd duidelijk dat het Verenigd Koninkrijk de editie van 2018 zou gaan organiseren. Omdat het organiserende land ook automatisch deelneemt, deed het Verenigd Koninkrijk voor het eerst in 8 jaar weer mee aan het Eurovision Young Musicians festival.

### Niet meer deelnemende landen
- Oostenrijk: Oostenrijk deed na 18 opeenvolgende deelnames niet meer mee aan het festival.

## Terugkerende artiesten
Francesco Stefanelli deed voor de tweede keer op rij mee namens San Marino. Hij is de eerste muzikant die tweemaal aantreed voor een land sinds 2004.
| Land       | Artiest              | Eerdere deelname |
| ---------- | -------------------- | ---------------- |
| San Marino | Francesco Stefanelli | San Marino 2016  |

1982 · 1984 · 1986 · 1988 · 1990 · 1992 · 1994 · 1996 · 1998 · 2000 · 2002 · 2004 · 2006 · 2008 · 2010 · 2012 · 2014 · 2016 · 2018 · 2022 · 2024
Zie ook: Eurovisiedansfestival · Eurovisiesongfestival · Junior Eurovisiesongfestival · Eurovision Young Dancers · Eurovision Choir